# Brendan (tên riêng)
Brendan là một tên riêng cho nam giới có gốc Ireland trong tiếng Anh. Nó có nguồn gốc từ tên gọi Breandán trong tiếng Gael, một cái tên có nguồn gốc từ một cái tên khác trong tiếng Ireland Sơ cổ là Brénainn. Từ breenhin trong tiếng Wales sơ cổ là nguồn gốc của tên gọi này, mang nghĩa "hoàng tử" hoặc "vua". Dạng tiếng Latin thời Trung cổ của tên gọi này, Brendanus, cũng có ảnh hưởng tới dạng tên gọi tiếng Anh và Ireland hiện đại. Các cách phiên âm khác của Brendan là Brendon và Brenden. Trong một số trường hợp, có thể tên gọi Brandon cũng là một biến thể của Brendan. Một phiên âm khác của tên gọi tiếng Ireland Breandán là Breanndán.

## Nguyên từ
Tên gọi Brendan trong tiếng Anh là một dạng Anh hoá của tên gọi Breandán trong tiếng Ireland. Tên gọi Ireland này có nguồn gốc từ một tên gọi khác trong tiếng Ireland sơ cổ là Brénainn. Tên cá nhân trong tiếng Ireland sơ cổ này, (phát âm là [br'ēn-in'], bắt nguồn từ một từ mượn trong tiếng Wales là breenhín, nghĩa là "một hoàng tử" (a prince). Cả dạng tiếng Anh, Brendan, và dạng tiếng Ireland hiện đại, Breandán, đều dựa trên dạng tiếng Latin thời Trung cổ là Brendanus. Theo một văn bản cổ bằng tiếng Ireland, có 17 thánh mang tên gọi này. Khi sử dụng trong một câu nói trong tiếng Ireland, nó có thể biến thành dạng "Bhreandán", ví dụ A Bhreandán hoặc ..do Bhreandán. Các biến thể của tên Breandán trong tiếng Ireland là Breanndán, Bhreandán và Bhreandáin.
Không có sự liên kết nào về mặt từ nguyên giữa Brendan và Brenda. Tên riếng của nữ giới này, phát âm là /ˈbrɛndə/, được cho là có nguồn gốc từ cụm brand trong tiếng Bắc Âu cổ, nghĩa là "thanh kiếm (sáng chói)". Trong hầu hết các trường hợp, tên riêng Brandon của nam giới, pronounced /ˈbrændən/, được coi là có nguồn gốc từ tên họ  Brandon, tên gọi có nguồn gốc từ hai cụm yếu tố trong tiếng Anh cổ. Tuy nhiên, trong một số trường hợp, có thể tên riêng này là một biến thể của Brendan.

### Biến thể và các tên cùng gốc
- Tiếng Anh - Brandon (trong một số trường hợp),[8] Brendon[3]
- Tiếng Ireland - Breandán,[3] Breanndán[1]
- Tiếng Latin - Brendanus[5]
- Tiếng Ireland sơ cổ - Brénainn[3]

## Mức độ phổ biến và sử dụng
Trong một số trường hợp, tên riêng Brennan của nam giới có thể được sử dụng như một dạng rút ngắn của Brendan. Về mặt từ nguyên, Brennan không có liên hệ nào tới Brendan. Tên gọi này bắt nguồn từ tên họ Brennan, là một dạng Anh hoá của tên Ó Braonáin trong tiếng Ireland. Mức độ phổ biến của (các dạng của) Brendan trong các nước sử dụng ngôn ngữ có gốc Gael được cho là đã ảnh hưởng đến việc sử dụng và phổ biến tên gọi nữ giới Brenda, dù không có liên hệ nào về mặt từ nguyên.
Năm 2008, tên gọi này không nằm trong bảng xếp hạng 100 tên riêng cho trẻ sơ sinh tại Mỹ. Tuy nhiên, nó có lọt vào bảng xếp hạng 100 tên riêng cho trẻ sơ sinh ở New England với 2,60 trường hợp trên 1.000 trẻ. Trong những năm 1900–2006, có 0,37 trẻ sơ sinh được sinh ra và đặt tên này (trên 1.000 trẻ) tại Mỹ. Trong các thập kỷ kéo dài 1900–1940, tên gọi này không hề lọt vào bảng xếp hạng 1.000 tên riêng cho trẻ sơ sinh ở Mỹ. Tuy nhiên, trong thập niên 1950 tên gọi này xếp hạng 679; thập niên 1960 là 448; thập niên 1970 là 293; thập niên 1980 là 190; và trong thập niên 1990 là 133. Trong những năm gần đây ở Mỹ, tên gọi này càng ngày càng tụt hạng trong bảng xếp hạng tên gọi. Năm 2000 tên gọi này xếp hạng 101; năm 2001 là 115; năm 2002 là 124; năm 2003 là 141; năm 2004 là 149; năm 2005 là 175; năm 2006 là 185; năm 2007 là 205; và năm 2008 là 207.

## Những người có tên Brendan
- Thánh Brendan của Clonfert, một thánh tu viện của người Ireland
- Thánh Brendan của Birr (mất 573), cha trưởng tu viên Birr ở hạt Offaly, sống cùng thời với vị phía trên.
- Brendan Behan (1923–1964), nhà văn người Ireland
- Brendan Benson (sinh 1970), nhạc sĩ của vùng Detroit
- Brendan Bracken, một thành viên nội các Anh
- Brendan Byrne (sinh 1924), chính khách đảng Dân chủ Mỹ từ New Jersey
- Brendan Cowell (sinh 1976), diễn viên và người viết kịch bản người Úc
- Brendan Coyle (sinh 1963), diễn viên người Anh
- Brendan Donnelly (sinh 1971), tuyển thủ bóng chày chuyên nghiệp
- Brendan Evans (sinh 1986), vận động viên quần vợt chuyên nghiệp người Mỹ
- Brendan Eich (sinh 1961), sáng lập viên của ngôn ngữ lập trình JavaScript và đồng sáng lập Mozilla
- Brendan Fevola (sinh 1981), cầu thủ bóng bầu dục kiểu Úc
- Brendan Fraser (sinh 1968), diễn viên người Mỹ gốc Canada
- Brendan Foster (sinh 1948), vận động viên chạy đường dài người Anh đoạt giải Olympic
- Brendan Gallagher, vận động viên hockey trên băng người Canada
- Brendan Garard (sinh 1971), vận động viên hockey trên cỏ người Úc
- Brendan Gleeson (sinh 1955), diễn viên người Ireland
- Brendan Hansen (sinh 1981), vận động viên bơi lội người Mỹ
- Brendan Harris (sinh 1980), vận động viên bóng rổ chuyên nghiệp
- Brendan Haywood (sinh 1979), vận động viên bóng rổ chuyên nghiệp của NBA
- Brendan Hines (sinh 1976), diễn viên và nhạc sĩ người Mỹ
- Brendan Howlin (sinh 1956), chính khách Công đảng Ireland
- Brendan Malone, huấn luyện viên bóng rổ chuyên nghiệp người Mỹ của NBA
- Brendan Morrison (sinh 1975), vận động viên hockey trên băng chuyên nghiệp người Canada
- Brendan Nelson (sinh 1958), lãnh tụ phe Đối lập người Úc
- Brendan O'Neill (định hướng)
  - Brendan O'Neill (doanh nhân) (sinh 1948), Giám đốc kinh doanh người Anh
  - Brendan O'Neill (nhà báo), nhà báo người Anh
- Brendan Rodgers (sinh 1973), cựu huấn luyện viên của câu lạc bộ Liverpool F.C.
- Brendan Ryan (định hướng)
- Brendan Shanahan (sinh 1969), vận động viên hockey chuyên nghiệp của giải NHL
- Brendon Small (sinh 1975), nhà văn người Mỹ, người sáng tạo ra chương trình truyền hình Home Movies và Metalocalypse
- Brendan Smith (định hướng)
- Brendan Smyth (1927-1997), linh mục Công giáo La Mã tai tiếng người Ireland
- Brendan Whitecross (sinh 1990), cầu thủ bóng bầu dục kiểu Úc

### Nhân vật hư cấu có tên Brendan
- Brendan Brady, nhân vật trong vở soap opera Hollyoaks của kênh Channel 4

## Những người có tên Breandán
- Breandán Breathnach (1912–1985), nhà sưu tầm âm nhac và nhac công chơi kèn túi Uilleann người Ireland
- Breandán de Gallaí (sinh 1969), vũ công chuyên nghiệp người Ireland
- Breandán Ó hEithir (1930–1990), nhà văn và phát thanh viên người Ireland
- Breandán Ó Madagain (sinh 1942), học giả, nhà văn và chuyên gia về văn hoá Celt người Ireland